# Скаржинка
Скаржинка (укр. Скаржинка) — посёлок в Чигиринском районе Черкасской области Украины.
Население по переписи 2001 года составляло 66 человек. Почтовый индекс — 20941. Телефонный код — 4730.

## Местный совет
20941, Черкасская обл., Чигиринский р-н, с. Матвеевка